# Uruguay durante la Segunda Guerra Mundial
La participación de la República Oriental del Uruguay en la Segunda Guerra Mundial se basó en acciones diplomáticas, sin la existencia de acciones bélicas oficiales, sin incluir la participación de ciudadanos uruguayos en cualquiera de los bandos del conflicto. 
En diciembre de 1939 tuvo lugar en aguas territoriales uruguayas el único enfrentamiento de la guerra en América del Sur, entre buques británicos y alemanes en la conocida como batalla del Río de la Plata, que acabó con el hundimiento del crucero alemán Admiral Graf Spee por su propia tripulación cuatro días después de la batalla por los daños recibidos.
El 21 de febrero de 1945, tras una resolución de la Asamblea General, el Poder Ejecutivo declaró la guerra a la Alemania nazi y al Imperio del Japón. La rendición alemana se produjo el 7 de mayo de 1945. La guerra finalizó el 1 de septiembre de 1945 con la rendición de Japón.

## Historia

### Antecedentes

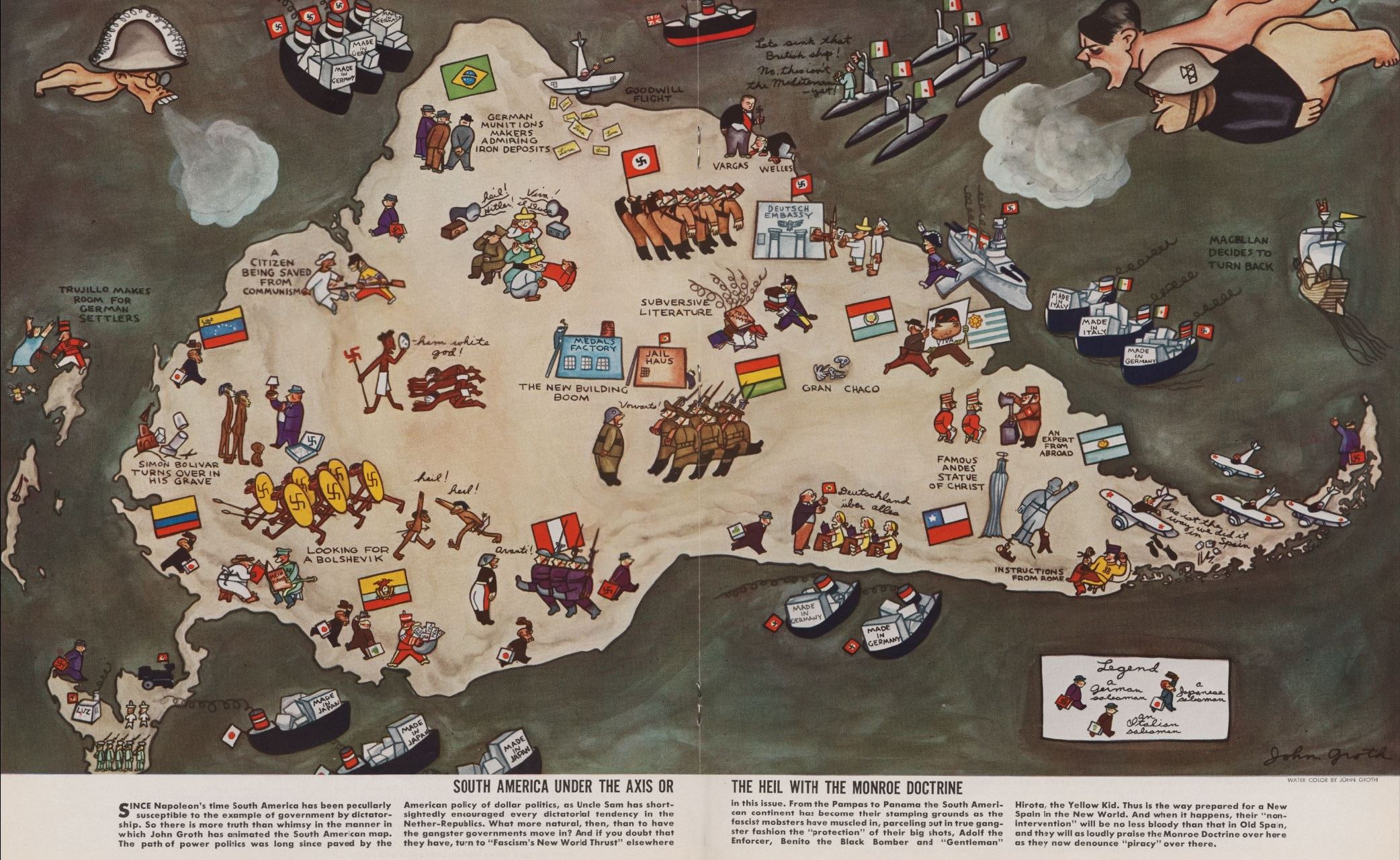
Mapa satírico de la revista Ken de 1938 ataca la intrusión comercial, cultural y militar en Sudamérica de los "gobiernos gángsters" de Alemania, Italia y Japón, "mafiosos fascistas" que se han "metido a la fuerza". Las viñetas muestran detalles de las actividades del Eje en los países de la región latinoamericana (en inglés).

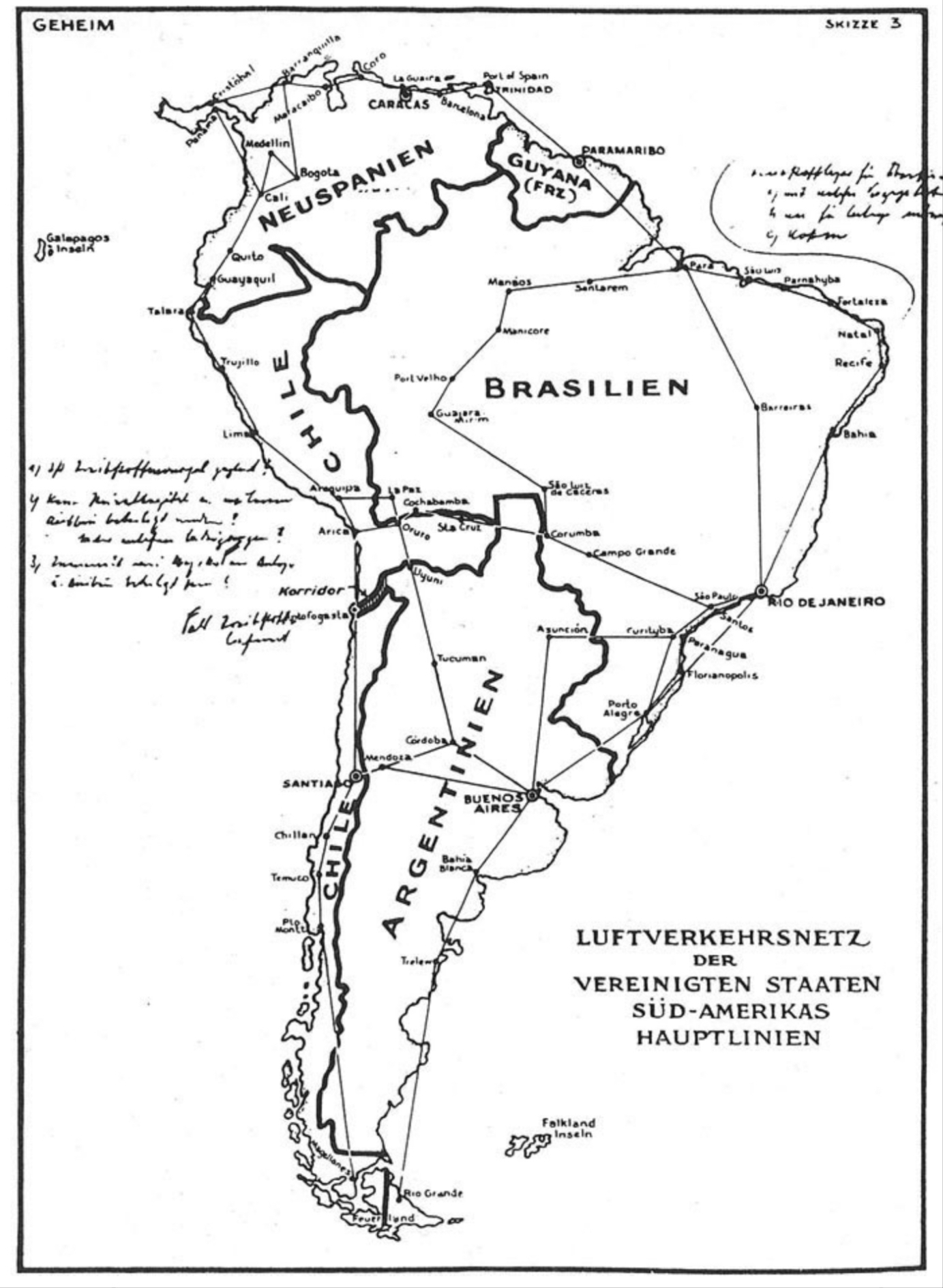
Mapa de los supuestos cambios territoriales en América del Sur en caso de una hipotética victoria del Eje en la Segunda Guerra Mundial, difundido por el entonces presidente estadounidense Roosevelt en un discurso el 27 de octubre de 1941.

Entre 1933 y 1938, Uruguay estuvo bajo un gobierno de facto dirigido por Gabriel Terra. Durante ese tiempo el país mantenía relaciones comerciales con países de ambos lados del conflicto que luego iniciaría, al tiempo que existía cierto acercamiento a la Italia fascista y la Alemania nazi. Respecto a esta, en 1937 se le adjudicó la construcción de la central hidroeléctrica de Rincón del Bonete a un consorcio de empresas alemanas, que trasladó al país a sus propios técnicos, que se instalaron en un poblado construido para la ocasión. Allí funcionó una escuela rural, en la cual ondeaba la bandera de la esvástica junto al pabellón nacional de Uruguay.
La orientación del gobierno uruguayo en los años previos a la Segunda Guerra Mundial se manifestó en hechos como la ruptura de relaciones diplomáticas con la Unión Soviética el 27 de diciembre de 1935, y el reconocimiento, en 1936, de la Junta de Defensa Nacional encabezada por Francisco Franco en España. Incluso, se produjo un intercambio de telegramas entre Adolf Hitler y el presidente Terra. Por su parte, el ministro plenipotenciario de Italia en Uruguay, Serafino Mazzolini, sostuvo que Benito Mussolini consideraba a Uruguay como el Estado más "italiano" de América, en virtud de su significativa población de origen itálico, y que el régimen fascista lo veía como un posible aliado futuro en términos políticos, étnicos y raciales.
En 1938, Terra fue sucedido por Alfredo Baldomir, quien resultó electo presidente en las elecciones generales de ese año.

### Primeros años y neutralidad
Con el inicio oficial del conflicto, el presidente Alfredo Baldomir declaró la neutralidad del Estado uruguayo el 5 de septiembre de 1939.

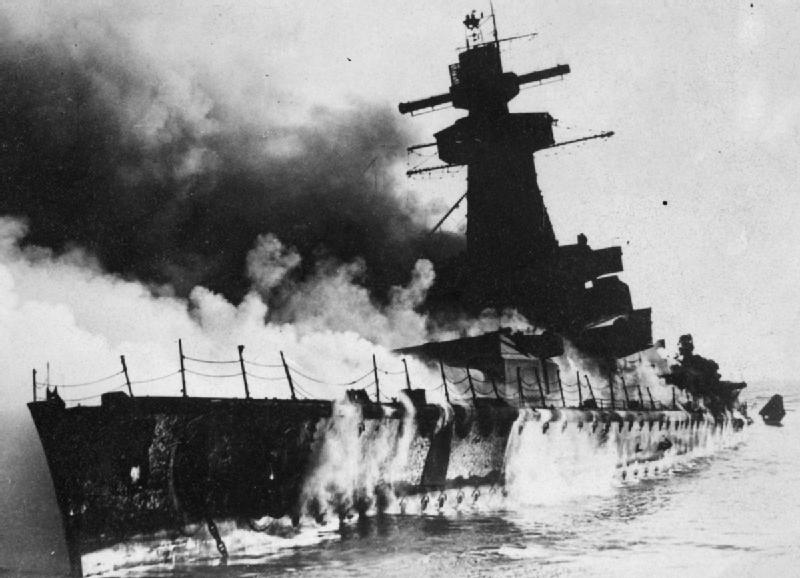
Incendio y hundimiento del crucero alemán Admiral Graf Spee el 17 de diciembre de 1939.

El 13 de diciembre de 1939 tuvo lugar frente a las costas de Punta del Este la Batalla del Río de la Plata, la primera batalla naval entre buques británicos y alemanes de la guerra, así como el único enfrentamiento bélico de la misma acaecido en América del Sur. Después de la batalla, el crucero pesado alemán Admiral Graf Spee fue hundido por su tripulación después de cuatro días de presiones diplomáticas aliadas sobre el gobierno uruguayo. 
Tras el inicio de la Guerra de Invierno entre Finlandia y la Unión Soviética, la Asamblea General aprobó la Ley N°. 9914 ―en base un proyecto de ley presentado por el presidente Baldomir y los ministros César Charlone y Alberto Guani―.La norma dispuso una donación de 100.000 pesos uruguayos a Finlandia, con los que se compró lana, e instituyó la Comisión de Amigos de Finlandia encargada de la recaudación de dinero. Asimismo, los periódicos La Mañana y El Diario realizaron una colecta, con la que compraron y enviaron al frente 10.563 latas de 350 gramos de corned beef fabricado por el Frigorífico Anglo del Uruguay. Cada lata tenía una leyenda en finés: Uruguayn kansa Suomen sankarilliselle armeijalle, traducido al castellano como: «del pueblo uruguayo al heroico ejército de Finlandia».
En 1940 se instituyó una comisión parlamentaria a fin de investigar organizaciones culturales y deportivas alemanas e italianas, que según se presumía servían de fachada para encubrir actividades nazis-fascistas infiltradas en Uruguay. Como resultado, se promulgó la Ley N°. 9.936, que consideraba como asociación ilícita a cualquiera que difundiera "ideas contrarias a la forma de gobierno democrático-republicana", que establecía el Artículo 72 de la Constitución de 1934. A pesar de que Uruguay no era un actor beligerante, la guerra influyó en la organización de las fuerzas armadas del país y conllevó a la promulgación de la Ley de Instrucción Militar Obligatoria (Ley N°. 9943) que dispuso el servicio militar obligatorio para todos los ciudadanos que cumplieran los dieciocho años de edad.

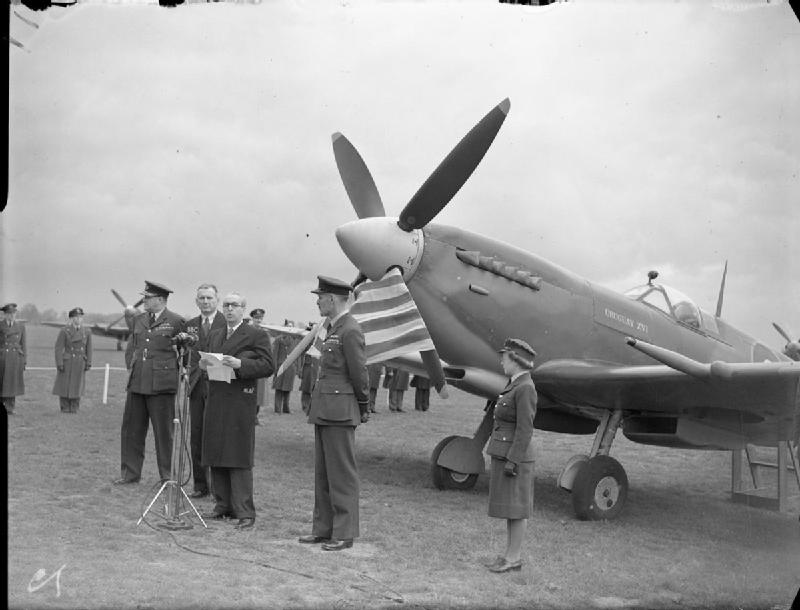
Montero de Bustamante, encargado de Negocios de Uruguay, hablando en la ceremonia en Hornchurch, Essex para nombrar un Spitfire como "Uruguay XVI" pagado por el pueblo de Uruguay para contribuir al esfuerzo de guerra aliado, año 1943.

En tales circunstancias, el gobierno estadounidense encabezado por Franklin D. Roosevelt llevó a cabo negociaciones con la administración uruguaya para instalar bases aeronavales en territorio uruguayo que servirían para proteger el país y la región de un posible ataque del Eje. Esta propuesta fue desechada por la Cámara de Senadores con 25 votos de 26 de apoyo a una declaración de oposición surgida tras una interpelación del senador del Partido Nacional, Eduardo Víctor Haedo al ministro de relaciones exteriores, Alberto Guani.

### Acciones del gobierno uruguayo
El 25 de enero de 1942, el Estado uruguayo rompió relaciones diplomáticas con Alemania, Italia y Japón. Con el fin de la neutralidad, Uruguay acentuó su acercamiento a los Estados Unidos en instancias de discusión y resolución en ámbitos del continente americano. El 8 de marzo el carguero Montevideo de bandera uruguaya fue hundido por un submarino del Eje en el Mar Caribe, provocando el fallecimiento de catorce personas.
Finalmente, el 21 de febrero de 1945, tras una resolución de la Asamblea General, el Poder Ejecutivo declaró la guerra a Alemania y Japón. La rendición alemana se produjo el 7 de mayo de 1945. La guerra finalizó el 2 de septiembre de 1945 con la rendición de Japón. Tras el final de la guerra, se convirtió en miembro fundador de las Naciones Unidas.